# Dom Otto Gehliga
Dom Otto Gehliga – budynek położony przy ulicy Tuwima 17 w Łodzi. Dom leży przy zabytkowym parku im. H. Sienkiewicza.

## Historia
Budynek należał do Otto Gehliga, architekta, twórcy projektów m.in. Pałacu Heinzla przy ulicy Piotrkowskiej 104 i starego budynku Filharmonii Łódzkiej.
Gehlig był autorem przebudowy domu przy Tuwima. Do pierwotnego domku dobudował symetrycznie z obu stron niskie parterowe pawilony z tarasami na dachach. Na dachu części środkowej pojawiły się lukarny. Obiekt zyskał kształt rezydencji.
Budynek wpisany jest do rejestru zabytków pod numerem A/28 z 1.06.2006.
W 2015, w ramach projektu Mia100 kamienic, łódzka pracownia architektoniczna RWSL opracowała pełną dokumentację projektową, która posłużyła do przywrócenia dawnej świetności willi. W tym samym roku rozpoczęto rewitalizację obiektu, którą zakończono w grudniu 2016 roku. W czasie remontu w budynku, na sufitach odkryto malowidła, które zostały poddane renowacji – częściowo w krakowskiej pracowni konserwatorskiej.

## Architektura
Rzadki w architekturze łódzkiej przykład wystroju o formach niemieckiego renesansu i niderlandzkiego manieryzmu.